# Санасар і Багдасар
Санасар і Багдасар (вірм. Սանասար եւ Բաղդասար), Санасар і Абамелік (Аслімелік, Аднамелік) — у  вірменському епосі «Сасна црер» брати-близнюки, зачаті матір'ю Тцовінар від випитих нею двох жмень морської води (за пізнішим варіантом, вони народилися від двох пшеничних зерен). Від повної пригорщі народився Санасар, який у всьому перевершує свого брата, від неповної (через те, що вичерпалося морське джерело) — Багдасар.
Санасар і Багдасар вже в п'ять-шість років відрізнялися богатирською силою. Багдадський халіф (варіант:  ассирійський цар Сені-керім), чоловік Тцовінар, хотів убити Санасара і Багдасара як незаконнонароджених (варіант: принести їх у жертву своїм ідолам). Брати покинули будинок халіфа і відправилися у вірменські землі. Коли вони прийшли до моря, яке дало їм життя, Санасар кинувся в море. Води розступилися перед ним, і він посуху спустився на дно морське. У підводному царстві він добув чудесного коня Куркік Джалалі, меч-блискавку, чудові обладунки. Скупавшись там у водоймі і випивши джерельної води, Санасар став таким велетнем, що Багдасар не впізнав брата, коли той вийшов на сушу.
Міфологічність образу Санасара позначається в його тісних зв'язках з цілющою плідної стихією — водою: він народжений від води, чудові обладунки і коня він отримав від води, випивши води — став велетнем.
Після довгих мандрів Санасар і Багдасар біля витоку чудесного струмка у високих горах збудували з величезних кам'яних брил фортецю і місто Сасун (згідно з народним тлумачення слова — «лють»), який заселили 40 родинами (побудувавши для них 40 будинків). Так вони поклали початок державі Сасун.
Санасар одружився з красунею Дех-цун, дочкою царя Pghindzi Qaghaq (Պղինձի Քաղաք) («мідне місто»), через яку йому довелося воювати з  вішапами і  пехлеванами (богатирями). Санасар — родоначальник декількох поколінь Сасунських героїв, у нього і Дехцун народилося три сини, серед них і Мгер Старший.